# Véronique Archambault-Léger
Véronique Archambault-Léger (1986) è un'ex sciatrice alpina canadese.

## Biografia
Attiva in gare FIS dal dicembre del 2001, in Nor-Am Cup la Archambault-Léger esordì il 2 gennaio 2003 a Mont Garceau in slalom gigante (34ª), ottenne due podi, due terzi posti (il 9 febbraio 2006 a Big Mountain in supergigante e il 13 febbraio successivo nella medesima località in discesa libera), e prese per l'ultima volta il via il 6 gennaio 2008 a Mont-Sainte-Anne in slalom speciale, senza completare la prova. Si ritirò durante la stagione 2009-2010 e la sua ultima gara fu uno slalom speciale universitario disputato il 20 febbraio a Jiminy Peak, chiuso dalla Archambault-Léger al 9º posto; in carriera non debuttò in Coppa del Mondo né prese parte a rassegne olimpiche o iridate.

## Palmarès

### Nor-Am Cup
- Miglior piazzamento in classifica generale: 6ª nel 2006
- 2 podi:
  - 2 terzi posti